# 조시내
조시내(1973년 ~ )는 대한민국의 배우이다.

## 출연작

### 영화
- 《사랑아니다》 (2002년)
- 《Kiss me, please!》 (2003년)
- 《결혼 이야기》 (2003년)
- 《다섯은 너무 많아》 (2005년) - 시내 역
- 《바르게 살자》 (2007년) - 미스 리 역
- 《멋진 하루》 (2008년) - 지도 선생님 역
- 《이상한 나라의 바툼바》 (2008년)
- 《지구에서 사는 법》 (2009년) - 혜린 역
- 《3mm》 (2010년)
- 《카운트다운》 (2011년) - 피아노 여선생 역
- 《험한 교육》 (2011년)
- 《숨바꼭질》 (2013년) - 정남여 역
- 《뼈;스핀오프》 (2013년) - 홍태선 역
- 《어느 멋진 날》 (2014년) - 시내 역
- 《성난 변호사》 (2015년) - 간사 역
- 《물속에서 숨 쉬는 법》 (2017년)
- 《생일》 (2019년) - 보임 엄마 역

### 드라마
- 《우리들의 해피엔딩》 (MBC, 2008년)
- 《솔약국집 아들들》 (KBS2, 2009년) - 오디션 심사위원 역
- 《넝쿨째 굴러온 당신》 (KBS2, 2012년) - 젊은 엄청애 역
- 《제3병원》 (tvN, 2012년) - 기도삽관한 아이의 엄마 역
- 《KBS 드라마 스페셜 - 상권이》 (KBS2, 2012년) - 인숙 역
- 《여왕의 교실》 (MBC, 2013년) - 인보 모 역
- 《KBS 드라마 스페셜 - 칠흑》 (KBS2, 2014년) - 이경순 역
- 《신의 선물 - 14일》 (SBS, 2014년) - 황민호 모 역
- 《엔젤 아이즈》 (SBS, 2014년) - 임산부 역
- 《고교처세왕》 (tvN, 2014년) - 이민석의 어머니 역
- 《인생 추적자 이재구》 (SBS, 2015년) - 미망인 역
- 《여왕의 꽃》 (MBC, 2015년)
- 《화정》 (MBC, 2015년)
- 《딱 너 같은 딸》 (MBC, 2015년)
- 《운빨로맨스》 (MBC, 2016년)
- 《역도요정 김복주》 (MBC, 2016년)
- 《터널》 (OCN, 2017년) - 김영자 / 김정애 역
- 《나인룸》 (tvN, 2018년)
- 《모래에도 꽃이 핀다》 (ENA, 2023년) - 강종미 역
- 《오징어게임 시즌2》 (Netflix, 2024년)

### 연극
- 《호야》 - 박상궁 역
- 《의자는 잘못 없다》 - 송지애 역
- 《미스 앤 미세스》
- 《사라진 신부는 어디로 갔을까》
- 《우박》
- 《밧줄》
- 《블랙박스》
- 《실타래》
- 《돼지와 오토바이》
- 《love is》
- 《악몽》
- 《귀여운 장난》
- 《세발자전거》
- 《화부》
- 《명동의 노래를 들어라》
- 《홍도야 울지마라》
- 《말괄량이 길들이기》
- 《박돌이와 갑순이》
- 《인생이 흐른다》
- 《병자삼인》
- 《빈대떡신사》
- 《새》
- 《욕망이라는 이름의 전차》
- 《뱀나무밑에선 바나나맨의 노래》